# Viaggiatori
Viaggiatori è un album del gruppo Stazione Marconi, fondato da Fabrizio Zanotti.

## Tracce
1. Viaggiatori (testo di Fabrizio Zanotti e musica di Fabrizio Zanotti e Ernesto De Martino)
2. Ballata fantastica (testo e musica di Fabrizio Zanotti)
3. Campo gitano (testo e musica di Fabrizio Zanotti)
4. Stazione Black Hill (testo e musica di Fabrizio Zanotti)
5. Vento del sud (testo e musica di Fabrizio Zanotti)
6. Una piccola moneta (testo di Fabrizio Zanotti e musica di Fabrizio Zanotti e Ernesto De Martino)
7. Please stay (testo di Fabrizio Zanotti e musica di Fabrizio Zanotti e Ernesto De Martino)
8. Il cielo d'Irlanda (testo e musica di Massimo Bubola)
9. Manuela (testo di Fabrizio Zanotti e musica di Fabrizio Zanotti e Ernesto De Martino)
10. Amico fragile (testo e musica di Fabrizio Zanotti)

## Formazione
- Fabrizio Zanotti - voce, chitarra acustica, armonica a bocca e cori
- Manuel Orza Cuello - basso elettrico e contrabbasso
- Francesca Giannino - percussioni e cori
- Marco Roagna - chitarra elettrica
- Igor Dezzutto - batteria

### Altri musicisti
- Anchise Bolchi - violino (nelle tracce 4, 6, 8)
- Carmine Zuzio - batteria (nelle tracce 6, 7, 8)